# Erland Josephson
Erland Josephson (ˈæːɭand ˈʝuːsɛfsɔn; Estocolm, 15 de juny de 1923 − Estocolm, 25 de febrer de 2012) va ser un director teatral, actor i escriptor suec.

## Trajectòria
Uns d'aquells més grans intèrprets suecs del segle xx, Erland Josephson va ser un actor de cinema i de teatre de ressò internacional. Després va ser director teatral i cinematogràfic, així com escriptor.
És sobretot conegut per la seva actuació en desenes de pel·lícules dirigides pel seu amic Ingmar Bergman; treballar amb ell des de l'inici, a 1946 (en un petit paper), fins a l'última pel·lícula d'aquest, el 2003. Però també va actuar amb altres valuosos cineastes com Andrei Tarkovsky, Greenaway, István Szabó o Theodoros Angelopoulos.
Va succeir a Ingmar Bergman) com a director del gran teatre d'Estocolm, el Dramaten (Kungliga Dramatiska Teatern), des de 1966 fins a 1975, i va continuar la revolució realitzada pel seu predecessor.
Va publicar diverses novel·les, contes, poemes i drames. A més va ser director de diverses pel·lícules. El 1980, va dirigir i va protagonitzar Revolució Marmalade, amb la qual va participar en el 30è Festival Internacional de Cinema de Berlín.
Va morir al febrer de 2012, després d'haver patit la malaltia de Parkinson.

## Filmografia
- Plou sobre el nostre amor (Bergman, 1946)
- Eva (Molander, 1948)
- A l'alegria (Bergman, 1950)
- Al llindar de la vida (1957)
- Ansiktet (Bergman, 1958)
- Nära livet (Bergman, 1958)
- För att inte tala om alla dessa kvinnor (Bergman, 1964)
- The Girls (1968)
- Vargtimmen (Bergman, 1968)
- Passió (Bergman, 1969)
- Crits i murmuris (Bergman, 1972)
- Secrets d'un matrimoni (Bergman, 1973)
- La flauta màgica (Bergman, 1975)
- Cara a cara (Bergman, 1976)
- Més enllà del bé i el mal (Liliana Cavani, 1977)
- Sonata de tardor (Bergman, 1978)
- La primera polka (Klaus Emmerich, 1979)
- Marmalade Revolution (Erland Josephson, 1980)
- Montenegro (Dusan Makavejev, 1981)
- The Melody Haunts My Memory (Rajko Grlic, 1981)
- Fanny i Alexander (Bergman, 1982)
- Variola Vera (Goran Markovic, 1982)
- Bella Donna (Peter Keglevic, 1983)
- Nostàlgia (Tarkovsky, 1983)
- Efter repetitionen (Bergman, 1984)
- Sacrifici (Tarkovsky, 1986)
- Hanussen (István Szabó, 1988)
- Migracions (1988)
- La insostenible lleugeresa del ser (1988)
- God Afton, Herr Wallenberg (Kjell Grede, 1990)
- Cita amb Venus (Meeting Venus) (1991)
- Els llibres de Prospero (Prospero's Books) (Peter Greenaway, 1991)
- Somni de Strindberg (1994)
- To Vlemma tu Odissea (Angelopoulos, 1995)
- En presència d'un clown (Bergman, 1997)
- Faithless (Liv Ullman, 2000; guió de Bergman)
- Now (2002)
- Saraband (Bergman, 2003)
- Il Papa buono, Giovanni Ventitreesimo, TV (Ricky Tognazzi, 2003)
- Dag och Natt (Simon Staho, 2004), narrador
- Dobro ustimani mrtvaci (Benjamin Filipovic, 2005)
- Wellkåmm to Verona (Suzanne Osten, 2006)

## Escrits
- A Story About Mr Silberstein
- Spegeln och en portvakt, 1946
- Spel med bedrövade artister, 1947
- ENSAM och fri, 1948
- De vuxna barnen, 1952
- En berättelse om herr Silberstein, 1957
- Loppans kvällsvard, 1986
- Kameleonterna, 1987
- Gubbröra, 1994
- Reskamrater, 2009

## Premis i nominacions

### Nominacions
- 1980. Os d'Or per Marmeladupproret